# دیوید کالاکائوآ

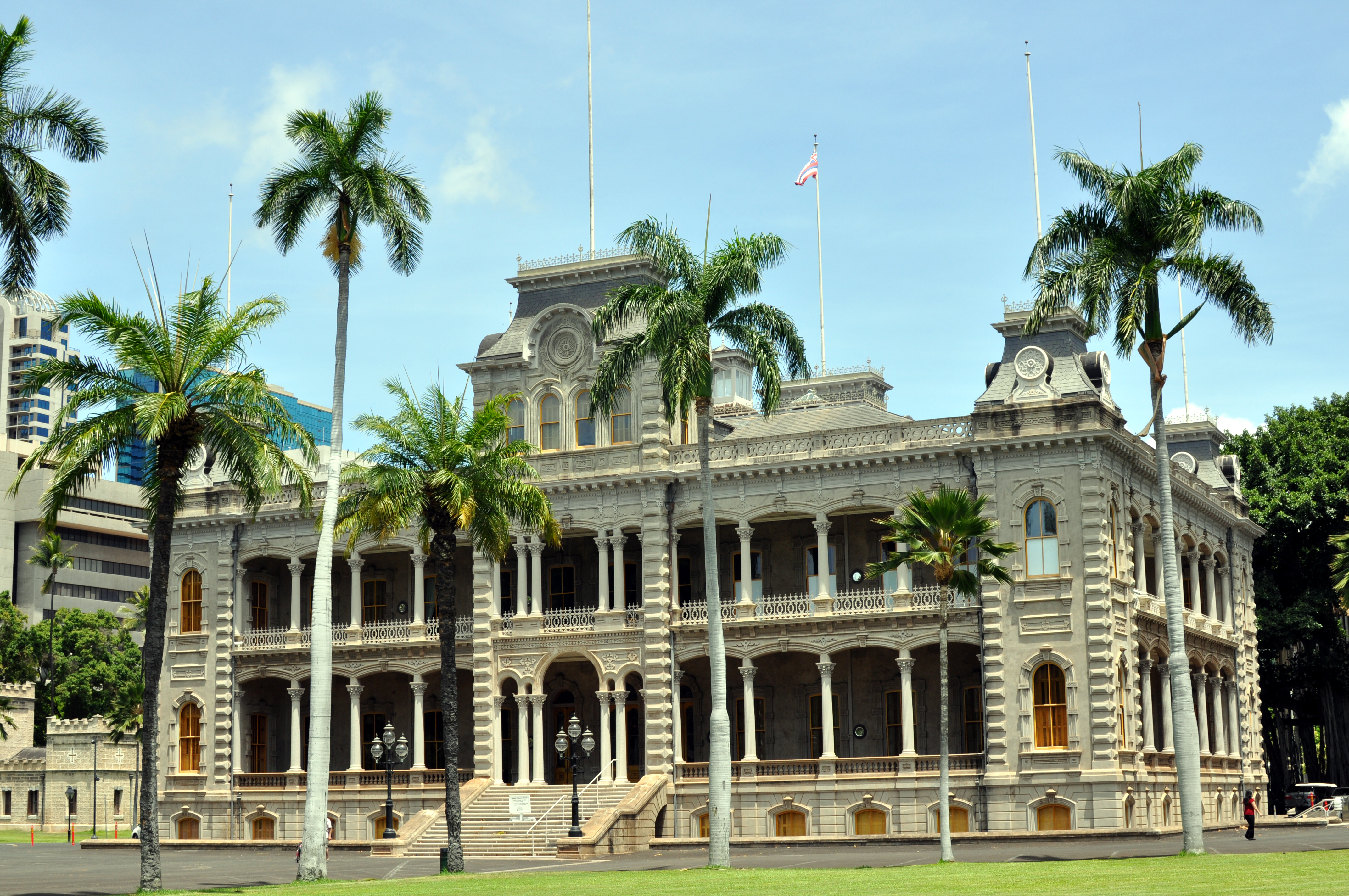
دیوید کالاکائوآ کاخ آیولانی را در مرکز شهر هونولولو بنا نهاد.

دیوید کالاکائوآ (به انگلیسی: David Kalākaua) پادشاه هاوایی و رئیس دودمان کالاکائوآ بود. وی طی دوران سلطنت، تن به قبول حکومت مشروطه سلطنتی داد. پس از مرگش از آن‌جایی که وارثی نداشت، خواهرش لیلی‌اوکالانی به سلطنت رسید.
دیوید کالاکائوآ توجه زیادی نسبت به حفظ سنن هاوایی مبذول می‌داشت.

## سفر به آمریکا
دیوید کالاکائوآ، نخستین رهبر خارجی بود که تاریخ ۱۸ دسامبر سال ۱۸۷۴ میلادی، خطاب به نشست مشترک کنگره ایالات متحده آمریکا سخنرانی کرد.